# ピーター・ボス
ピーター・ボス（Peter Bosz、1963年11月21日-）は、オランダ出身の元サッカー選手。オランダ代表でもあった。現サッカー指導者。ファーストネームの実際の発音はペーターであるが、ジェフユナイテッド市原でプレーした時の登録名がピーター・ボスだった。ただ当時のチームメイトもスタッフも「ペーター」と呼んでいた。 
現役時代は守備的MFとしてプレー。時にDFでもプレーした。

## 選手キャリア
フィテッセでデビュー後に契約問題で揉めて当時アマチュアのAGOVVでプレー。その後RKCヴァールヴァイクでエールステ・ディヴィジを制するなど活躍した後、フランスのSCトゥーロンと5年契約を結んだ。その後クラブが混乱に陥り移籍禁止となったが、ボスは契約に組み込まれていた特別条件により唯一クラブを去ることが許された。
フェイエノールトが獲得したことで1991年にオランダ復帰し3年契約にサイン。ジャン＝ポール・ファン・ハステルや後にロブ・ウィツヘなどと中盤でコンビを組んでリーグ戦1回(1993)、カップ戦3回(1992, 1994, 1995)を獲得と、クラブの90年代の成功に貢献した。ボスは1996年にフェイエノールトを去り、ジェフユナイテッド市原に加入、1997年5月24日のヴィッセル神戸戦で延長112分に決勝ゴールを決め、これがJリーグ初ゴールとなった。その後はハンザ・ロストック（ドイツ）でプレーし、NACブレダを経て、J1残留争いを強いられていたジェフユナイテッド市原に再加入、守備で貢献して、J1残留の救世主となった。わずか1シーズンで1999年11月に現役を引退した。
オランダ代表としてはユーロ1992に出場、グループステージのドイツ戦で途中出場した。

## 指導者キャリア

### AGOVV
1999年12月にボスはアマチュアのAGOVVで監督としてのキャリアをスタート。2002年にアマチュア･カンピューンとなり、クラブをプロ･フットボールに導いた。

### デ･フラーフスハップ
翌シーズンはヘルダーラントの別クラブ、デ・フラーフスハップの監督に就任するも、デ・フラーフスハップではエールステ・ディヴィジへの直接降格となり、ボスはヘラクレス・アルメロへ移った。

### ヘラクレス・アルメロ
ボスはヘラクレス・アルメロでエールステ・ディヴィジのカンピューンとなり、共にエールディヴィジへ昇格。昇格1年目の2005/2006シーズンにエールディヴィジ残留を果たしている。

### フェイエノールト（テクニカル・ディレクター）
2006/2007シーズンからボスはフェイエノールトのテクニカル・ディレクターに就任。即座に行った大補強で後にクラブに大惨事を引き起こすことになる。当時監督だったベルト・ファン・マルワイクのコンタクトを活かしてジョヴァンニ・ファン・ブロンクホルスト、ロイ・マカーイ、ティム・デ・クレル、ケヴィン・ホフラントとベテラン勢を獲得。さらにアヤックスが狙っていたデニー・ランツァートも目前で奪った。しかしランズカンピューンの野望どころかCL出場枠も得られず、2009年には監督ヘルジャン・フェルベークが選手グループと対立して辞任。ボスも連帯責任があると表明して去り、フェイエノールトは残った約4,000万ユーロの莫大な負債を抱えてその後数年間はクラブ存続の戦いを強いられた。

### ヘラクレス・アルメロ （第2期）
フェイエノールトでの失敗によって指導者キャリアも終わったかに思えたが、ヘラクレスの会長ヤン・スミットが2回目のチャンスを与えて2010年5月2日にヘルジャン・フェルベークの後任として再び監督に就任。2011/2012シーズンにはクラブ史上初めてKNVBベーカーの決勝に進み、PSVに3-0で敗れたが、その後も予算の限られた小クラブで果敢にリスクを冒す超攻撃的なフットボールを見せて再び評価を高めた。

### フィテッセ
2013年6月19日にボスはフレット・ルッテンの後任として古巣フィテッセの監督に就任。ジョージア人オーナー、メラブ・ヨルダニアのもとで野望に燃えるクラブの求めに応じ、攻撃的で魅力的なフットボールで結果を出すことを約束して2年契約にサインした。2013年11月にはクラブは2006年8月18日以来のエールディヴィジ首位に立ち、ちょうど半分の17節を終えてヘルフストカンピューン（秋王者）になったが、ウィンターストップ前最終節でアヤックスと引き分け、得失点差で2位に落ちた。結局フィテッセはリーグ戦を6位で終え、欧州戦POに出場するも、第1ラウンドでFCフローニンゲンに敗れた。
フィテッセでの2シーズン目にボスは2016年まで契約延長。テクニカル・ディレクター、モハメド・アラハと共にクラブ全体の長期プランを描き、アカデミーに先導的役割を果たさせ、スカウティングに力を入れる事、そしてボスの攻撃的プレースタイルをユースにまで広め、全チームで攻撃的で支配的なフットボールをさせることが決められた。
2014/2015シーズンにボスは年間最優秀監督にノミネートされ、最終的にPSVアイントホーフェンの監督フィリップ・コクーが受賞したが、フィテッセはメディアでエールディヴィジで最も良いフットボールをするチームだと頻繁に賞賛されるようになる。このシーズンのフィテッセは最終節までフェイエノールト、AZアルクマールと3位を争い、結局欧州戦POを制してシーズンを終えた。
2015/2016シーズンは前半最終節でFCトゥエンテに5-1の勝利を収め、5位でウィンターストップに。ボスはこのトゥエンテ戦でエールディヴィジで監督として250試合目だった。

### マッカビ・テルアビブ
ボスは2016年1月4日にイスラエルの前年度優勝チーム、マッカビ・テルアビブFCへ移る。しかし半年間チームを率いてリーグ戦はハポエル・ベエルシェバに勝点2届かず2位で終え。3日後に行われた国内カップ戦の決勝もマッカビ・ハイファに1-0で敗れた。

### アヤックス
フランク・デ・ブールが退任した後のアヤックスの監督候補に。フェイエノールトの元選手ということもありアヤックス・サポーターの反感を買うも、2016年5月24日に3年契約にサインした。
ファンから懐疑的な目で見られるもカスパー・ドルベリのスタメン起用や初戦から果敢に縦に仕掛ける攻撃的フットボールで即座に支持を得ることに成功。ヤイロ・リーデヴァルト、ケニー・テテ、リーシェドリー・バズール、アンワル・エル・ガジといった代表デビュー済みの若手も自分の望むクオリティに不十分と判断すれば迷い無くベンチに置いたことで「ユース出身選手にチャンスを与えてない」との批判も起きたが、最終的にはマタイス・デ・リフト、ジャスティン・クライファート、ドニー・ファン・デ・ベーク、フレンキー・デ・ヨングらに積極的に出場機会を与えてそうした批判の声も封じた。2016-17シーズン、UEFAヨーロッパリーグ決勝にチームを導いたが、マンチェスター・ユナイテッドに破れ、準優勝に終わる。

### ボルシア・ドルトムント
2017年6月6日、トーマス・トゥヘルに代わり、ボルシア・ドルトムントの監督に就任した。開幕7試合を6勝1分と好スタートを切ったが、その後守備が崩れ低迷。リーグ戦で7位に沈んでいた12月10日に解任された。

### バイエル・レバークーゼン
2018年12月22日、バイエル・レバークーゼンの監督に就任することが発表された。
2021年3月23日、直近10試合で2勝2分6敗と不振に陥言った責任を問われ、解任された。

### オリンピック・リヨン
2021年5月29日、オリンピック・リヨンの監督に就任することが発表された。攻撃的なスタイルで戦うことを約束し、UEFAヨーロッパリーグではベスト8まで勝ち進んだが、リーグ戦の方では振るわず、特に上位陣との試合で勝ち点を掴めない試合が続いた。そして2022年10月9日、解任が公表された。

### PSV
2023年6月12日、母国オランダのPSVアイントホーフェンの監督に就任し、3年契約を結んだ。就任1シーズン目となった2023-24シーズンは、UEFAチャンピオンズリーグこそベスト16でボルシア・ドルトムントに敗れるが、エールディヴィジでは34試合を29勝4分1敗という圧巻の成績で見事6シーズンぶりの優勝をクラブにもたらした。

## 監督として
ボールを保持すると共に、攻撃的なプレスに基づいた攻撃的な戦術を用いる 。この戦術は、ヨハン・クライフの影響を受けている。
この戦術を行うにあたり、多くの選手のポジション変更を行った。アヤックスでは、フランク・デ・ブールの下でウイングとしてプレーしていたラッセ・シェーネを、ビルドアップを強化するためにシェーネのテクニックを利用して、中盤のポジションに変えたことで評価された。また、レバークーゼンではハイコ・ヘルリッヒの下で左ウイングでプレーしていたユリアン・ブラントを中央の攻撃的ミッドフィールドの位置に移動した結果、パフォーマンスが大幅に好転した。

## 個人成績

### クラブ
| 国内大会個人成績 | 国内大会個人成績 | 国内大会個人成績 | 国内大会個人成績 | 国内大会個人成績 | 国内大会個人成績 | 国内大会個人成績 | 国内大会個人成績  | 国内大会個人成績 | 国内大会個人成績 | 国内大会個人成績 | 国内大会個人成績 |
| 年度             | クラブ           | 背番号           | リーグ           | リーグ戦         | リーグ戦         | リーグ杯         | リーグ杯          | オープン杯       | オープン杯       | 期間通算         | 期間通算         |
| 年度             | クラブ           | 背番号           | リーグ           | 出場             | 得点             | 出場             | 得点              | 出場             | 得点             | 出場             | 得点             |
| 日本             | 日本             | 日本             | 日本             | リーグ戦         | リーグ戦         | リーグ杯         | リーグ杯          | 天皇杯           | 天皇杯           | 期間通算         | 期間通算         |
| ---------------- | ---------------- | ---------------- | ---------------- | ---------------- | ---------------- | ---------------- | ----------------- | ---------------- | ---------------- | ---------------- | ---------------- |
| 1996             | 市原             | -                | J                | 9                | 0                | 0                | 0                 |                  |                  |                  |                  |
| 1997             | 市原             | 6                | J                | 27               | 3                | 8                | 0                 |                  |                  |                  |                  |
| 1999             | 市原             | 31               | J1               | 11               | 0                | 0                | 0                 |                  |                  |                  |                  |
| 通算             | 日本             | 日本             | J1               | 47               | 3                | 8                | 0\|\|\|\|\|\|\|\| |                  |                  |                  |                  |
| 総通算           | 総通算           | 総通算           | 総通算           | 47               | 3                | 8                | 0\|\|\|\|\|\|\|\| |                  |                  |                  |                  |

### 代表
国際Aマッチ 8試合 0得点（1991年-1995年）
| オランダ代表 | 国際Aマッチ | 国際Aマッチ |
| 年           | 出場        | 得点        |
| ------------ | ----------- | ----------- |
| 1991         | 1           | 0           |
| 1992         | 5           | 0           |
| 1993         | 0           | 0           |
| 1994         | 0           | 0           |
| 1995         | 2           | 0           |
| 通算         | 8           | 0           |

## 監督成績
2024年5月20日現在
| クラブ                   | 国             | 就任           | 退任           | 記録 | 記録 | 記録 | 記録 | 記録  | 記録 | 記録 | 記録   |
| クラブ                   | 国             | 就任           | 退任           | 試   | 勝   | 分   | 敗   | 得    | 失   | 差   | 勝率   |
| ------------------------ | -------------- | -------------- | -------------- | ---- | ---- | ---- | ---- | ----- | ---- | ---- | ------ |
| AGOVV                    | オランダの旗   | 2000年7月1日   | 2002年6月30日  | 52   | 33   | 9    | 10   | 129   | 53   | +76  | 063.46 |
| デ・フラーフスハップ     | オランダの旗   | 2002年7月1日   | 2003年6月30日  | 40   | 10   | 6    | 24   | 55    | 92   | −37  | 025.00 |
| ヘラクレス               | オランダの旗   | 2004年7月1日   | 2006年6月30日  | 75   | 37   | 12   | 26   | 118   | 101  | +17  | 049.33 |
| ヘラクレス               | オランダの旗   | 2010年7月1日   | 2013年6月30日  | 116  | 44   | 25   | 47   | 212   | 207  | +5   | 037.93 |
| フィテッセ               | オランダの旗   | 2013年7月1日   | 2016年1月3日   | 103  | 46   | 27   | 30   | 197   | 142  | +55  | 044.66 |
| マッカビ・テルアビブ     | イスラエルの旗 | 2016年1月4日   | 2016年7月1日   | 19   | 12   | 7    | 0    | 39    | 11   | +28  | 063.16 |
| アヤックス               | オランダの旗   | 2016年7月1日   | 2017年6月6日   | 56   | 36   | 11   | 9    | 119   | 50   | +69  | 064.29 |
| ボルシア・ドルトムント   | ドイツの旗     | 2017年6月6日   | 2017年12月10日 | 24   | 8    | 7    | 9    | 53    | 38   | +15  | 033.33 |
| バイエル・レバークーゼン | ドイツの旗     | 2018年12月23日 | 2021年3月23日  | 109  | 59   | 16   | 34   | 216   | 141  | +75  | 054.13 |
| オリンピック・リヨン     | フランスの旗   | 2021年5月29日  | 2022年10月9日  | 59   | 27   | 17   | 15   | 102   | 73   | +29  | 045.76 |
| PSVアイントホーフェン    | オランダの旗   | 2023年7月1日   |                | 49   | 36   | 9    | 4    | 138   | 41   | +97  | 073.47 |
| 合計                     | 合計           | 合計           | 合計           | 712  | 358  | 146  | 208  | 1,390 | 952  | +438 | 050.28 |

## タイトル

### クラブ
フェイエノールト
- エールディヴィジ:1回（1992-93）
- KNVBカップ:3回（1991-92、1993-94、1994-95）

### 監督
AGOVVアペルドールン
- フーフトクラッセ:1回（2001-02）

ヘラクレス・アルメロ
- エールステ・ディヴィジ:1回（2004-05）

PSV
- エールディヴィジ : 1回 (2023-24)
- ヨハン・クライフ・スハール : 1回 (2023)

### 個人
- リヌス・ミヘルス・アワードオランダ・プロ・フットボールクラブ年間最優秀監督:1回（2016-17）